# EINECS-nummer
Het EINECS-nummer is het nummer van een chemische stof in de EINECS-lijst.
EINECS staat voor: European INventory of Existing Commercial Substances (Europese lijst van bestaande industriële stoffen).

## Structuur vanEG-nummers(EINECS- ofELINCS- ofNLP-NoLongerPolymers)
Stoffen op de EINECS-, ELINCS-, Niet Langer Polymeer- lijsten krijgen een nummer dat bestaat uit zeven cijfers, en dat opgesplitst is in drie delen door streepjes; het is dus van de vorm ABC-DEF-R.
Het zevende cijfer (R) is een controle-cijfer (check digit). Dit wordt als volgt bekomen: het is de rest na deling door 11 van de som (1xA + 2xB + 3xC + 4xD + 5xE + 6xF). Als deze rest 10 is wordt een "X" als zevende "cijfer" geschreven.
De stoffen op de EINECS-lijst hebben een nummer startend met een 2 of 3.
De eerste stof op de EINECS-lijst is formaldehyde met als EINECS-nummer 200-001-8.
ELINCS-nummers beginnen bij 400-010-9 [en wel voor tetranatrium-3,3'-(piperazine-1,4-diylbis((6-chloor-1,3,5-triazine-4,2-diyl)imino(2-aceetamido)-4,1-fenyleenazo))bis(naftaleen-1,5- disulfonaat)].
De NLP-lijst begint met 500-010-.